# Generalstaatsanwaltschaft der Litauischen Republik

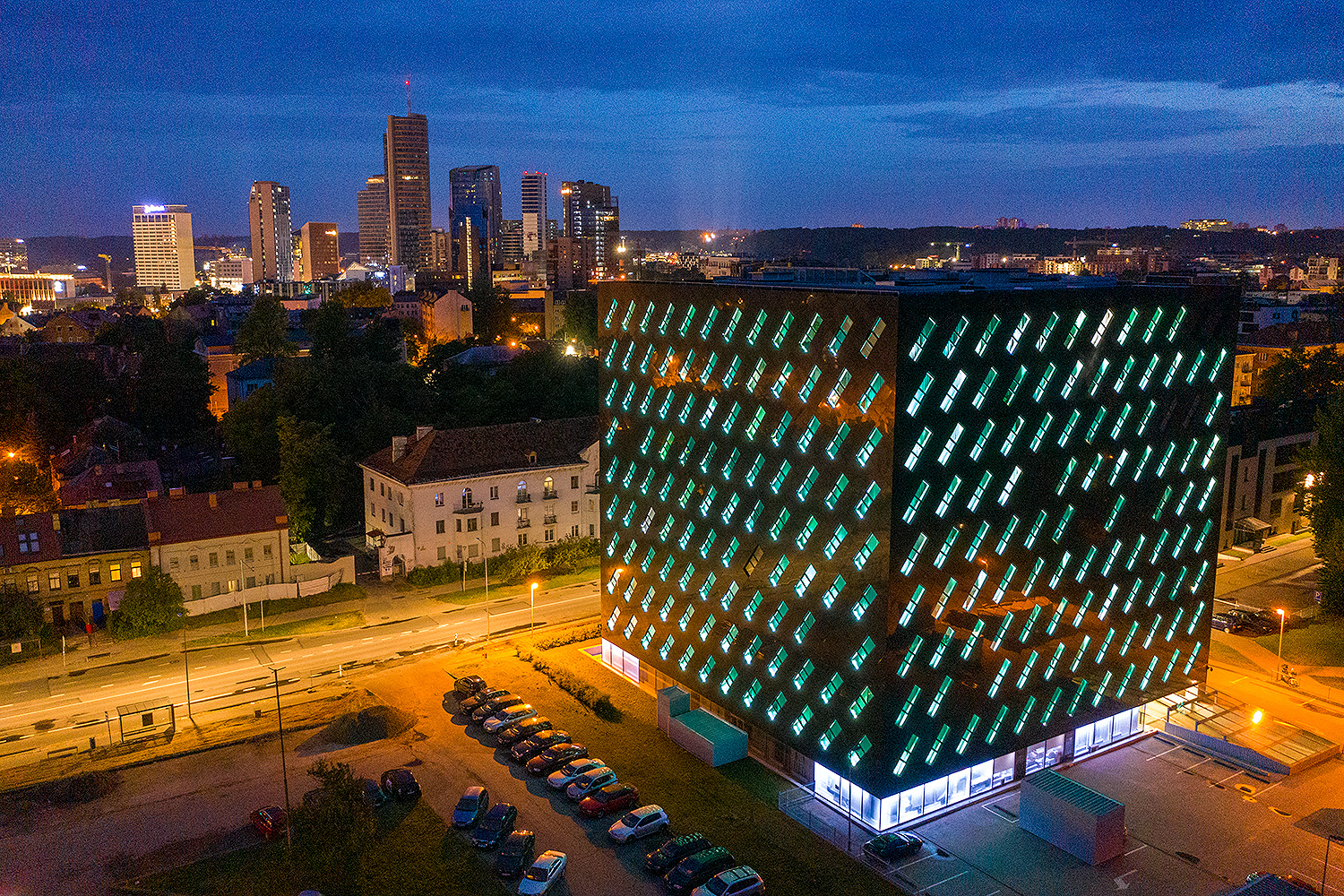
Generalstaatswaltschaft der Republik Litauen (Rinktinės-Straße)

Litauische Generalstaatsanwaltschaft (lit. Lietuvos Respublikos generalinė prokuratūra, Generalstaatsanwaltschaft der Republik Litauen) ist Generalstaatsanwaltschaft in Litauen, eine litauische Institution der Rechtspflege (Rinktinės g. 5A, LT-01515, Vilnius). Es handelte sich um die oberste Ebene der dreistufigen Staatsanwaltschaft in Litauen.

## Generalstaatsanwalt
- Litauische Generalstaatsanwältin (seit  Dezember 2020): Nida Grunskienė (* 1969)

## Stellvertretende Generalstaatsanwälte
Stellvertretende Generalstaatsanwälte waren: Gintaras Jasaitis, Vytautas Barkauskas, Darius Raulušaitis und Tomas Staniulis u. a.
Kanzlerin ist Gertruda Tumelienė.